# Grand Prix Formule 1 van Brazilië 1997
De Grand Prix Formule 1 van Brazilië 1997 werd gehouden op 30 maart 1997 in Interlagos.

## Verslag

### Kwalificatie
Jacques Villeneuve pakte zijn vijfde poleposition, zijn derde op rij, met een tijd die meer dan een halve seconde sneller was dan Michael Schumacher. Gerhard Berger en Mika Häkkinen stonden op de tweede startrij.

### Race
Net als in Australië ging Villeneuve in de eerste bocht van de baan, samen met onder anderen Heinz-Harald Frentzen en Damon Hill. De race werd herstart, omdat de wagen van Rubens Barrichello stil was blijven staan op de startgrid. Jan Magnussen liep ook schade op bij de start en kon niet deelnemen aan de herstart, omdat de reserve auto voor Barrichello was.  
De race werd herstart over de volledige afstand. Villeneuve bleef nu wel op de baan en haalde Schumacher voor het eind van de eerste ronde weer in. Schumacher viel in de race geleidelijk aan terug naar de vijfde plaats. Berger werd op korte afstand van Villeneuve tweede, terwijl Olivier Panis, de snelste coureur op Bridgestone-banden, in de race naar de derde plaats oprukte. Regerend wereldkampioen Hill reed halverwege de race eventjes op de vierde plaats, maar viel vier ronden voor het einde uit.

## Uitslag
| Positie | Nr | Rijder                | Team              | Ronden | Tijd/Opgave         | Startplaats | Punten |
| ------- | -- | --------------------- | ----------------- | ------ | ------------------- | ----------- | ------ |
| 1       | 3  | Jacques Villeneuve    | Williams-Renault  | 72     | 1:36:06.990         | 1           | 10     |
| 2       | 8  | Gerhard Berger        | Benetton-Renault  | 72     | +4.190              | 3           | 6      |
| 3       | 14 | Olivier Panis         | Prost-Mugen-Honda | 72     | +15.870             | 5           | 4      |
| 4       | 9  | Mika Häkkinen         | McLaren-Mercedes  | 72     | +33.033             | 4           | 3      |
| 5       | 5  | Michael Schumacher    | Ferrari           | 72     | +33.731             | 2           | 2      |
| 6       | 7  | Jean Alesi            | Benetton-Renault  | 72     | +34.020             | 6           | 1      |
| 7       | 16 | Johnny Herbert        | Sauber-Petronas   | 72     | +50.912             | 13          |        |
| 8       | 12 | Giancarlo Fisichella  | Jordan-Peugeot    | 72     | +1:00.639           | 7           |        |
| 9       | 4  | Heinz-Harald Frentzen | Williams-Renault  | 72     | +1:15.402           | 8           |        |
| 10      | 10 | David Coulthard       | McLaren-Mercedes  | 71     | +1 Ronde            | 12          |        |
| 11      | 17 | Nicola Larini         | Sauber-Petronas   | 71     | +1 Ronde            | 19          |        |
| 12      | 14 | Jarno Trulli          | Minardi-Hart      | 71     | +1 Ronde            | 17          |        |
| 13      | 19 | Mika Salo             | Tyrrell-Ford      | 71     | +1 Ronde            | 22          |        |
| 14      | 15 | Shinji Nakano         | Prost-Mugen-Honda | 71     | +1 Ronde            | 15          |        |
| 15      | 18 | Jos Verstappen        | Tyrrell-Ford      | 70     | +2 Rondes           | 21          |        |
| 16      | 6  | Eddie Irvine          | Ferrari           | 70     | +2 Rondes           | 14          |        |
| 17      | 1  | Damon Hill            | Arrows-Yamaha     | 68     | Motor               | 9           |        |
| 18      | 20 | Ukyo Katayama         | Minardi-Hart      | 67     | +5 Rondes           | 18          |        |
| NF      | 11 | Ralf Schumacher       | Jordan-Peugeot    | 52     | Elektrisch probleem | 10          |        |
| NF      | 22 | Rubens Barrichello    | Stewart-Ford      | 16     | Ophanging           | 11          |        |
| NF      | 2  | Pedro Diniz           | Arrows-Yamaha     | 15     | Ophanging           | 16          |        |
| NF      | 23 | Jan Magnussen         | Stewart-Ford      | 0      | Ongeluk             | 20          |        |

## Wetenswaardigheden
- Beide Lola's waren wel aanwezig in Brazilië maar kwamen niet uit de pits. Ze namen geen deel meer aan de volgende Grand Prix.

## Statistieken
| Pole-position | Jacques Villeneuve | Williams-Renault | 1:16.004 |
| Snelste ronde | Jacques Villeneuve | Williams-Renault | 1:18.397 |

## Noot
- Dit was de vijfde pole position en vijfde Grand Prix-winst voor Jacques Villeneuve.
- Dit was de 25ste podiumplaats voor een Canadese coureur.

1972 · 1973 · 1974 · 1975 · 1976 · 1977 · 1978 · 1979 · 1980 · 1981 · 1982 · 1983 · 1984 · 1985 · 1986 · 1987 · 1988 · 1989 · 1990 · 1991 · 1992 · 1993 · 1994 · 1995 · 1996 · 1997 · 1998 · 1999 · 2000 · 2001 · 2002 · 2003 · 2004 · 2005 · 2006 · 2007 · 2008 · 2009 · 2010 · 2011 · 2012 · 2013 · 2014 · 2015 · 2016 · 2017 · 2018 · 2019